# Astochia completa
Astochia completa là một loài ruồi trong họ Asilidae. Astochia completa được Becker miêu tả năm 1926. Loài này phân bố ở vùng Cổ Bắc giới và châu Á.